# Épisode 1 (Twin Peaks)
Pour les articles homonymes, voir Épisode 1.
L'épisode 2 de Twin Peaks, également intitulé Traces to Nowhere (en français : Des Traces qui ne mènent nulle part), est le deuxième épisode de la saison 1 de la série créée par Mark Frost et David Lynch. 
Cet épisode est diffusé pour la première fois le 12 avril 1990 sur la chaîne ABC. Il peut également être nommé "épisode 1", bien qu'étant en réalité le deuxième épisode de la série, le pilote ne recevant pas de numéro.
Il s'agit du premier épisode non réalisé par Lynch, ce dernier ayant confié cette tâche à Duwayne Dunham, également monteur de la série, afin de s'occuper de son long-métrage Sailor et Lula, sorti la même année.

## Synopsis
L'agent spécial Dale Cooper (Kyle MacLachlan) continue son enquête autour du meurtre de Laura Palmer (Sheryl Lee), survenu dans la petite ville de Twin Peaks. Il fait la connaissance de la jeune Audrey Horne (Sherilyn Fenn), camarade de classe de Laura et fille de Benjamin Horne (Richard Beymer), l'homme le plus riche de la ville. 
Lors de l'autopsie réalisée sur le corps de Laura par le Dr Hayward (Warren Frost), il est révélé que la jeune fille a eu des relations sexuelles avec trois hommes différents la nuit de sa mort. 
Cooper se met alors à interroger James Hurley (James Marshall), le petit ami secret de Palmer, sur la base d'une cassette vidéo représentant Laura en compagnie de sa meilleure amie, Donna Hayward (Lara Flynn Boyle). Bien que ce dernier reconnaisse sa liaison avec la jeune fille, il affirme ne rien à voir avec son décès. Cooper libère Bobby et Mike tout en leur indiquant de ne pas s'approcher de Hurley.
Shelly Johnson (Mädchen Amick) s'apprête à retourner travailler au Double R Dinner lorsque son mari Leo (Eric DaRe) lui ordonne de laver ses vêtements sur le champ. Alors qu'elle s’exécute, Shelly découvre un chemisier tâché de sang et décide de le cacher. Cependant, le violent routier se rend compte de la disparition du vêtement et le soir-même, lorsque sa femme rentre, il la bat sauvagement. 
Donna Hayward se rend à la maison des Palmer pour visiter la mère de Laura, Sarah (Grace Zabriskie), plongée dans une profonde dépression depuis la mort de sa fille. Alors que la jeune lycéenne se trouve face à elle, Sarah voit le visage de sa fille à la place de celui de Donna et alors qu'elle la sert fortement dans ses bras, elle aperçoit un homme effrayant et sale (Frank Silva), caché derrière le lit de Laura et pousse un cri d'effroi. 
L'épisode s'achève sur le Dr Jacoby (Russ Tamblyn), le psychiatre de Laura, écoutant des enregistrements vocaux de la lycéenne qui lui sont adressés. Il révèle également qu'il est en possession de la deuxième moitié du collier de Laura, qui avait été enterrée la nuit précédente par James et Donna dans la forêt.  

## Production

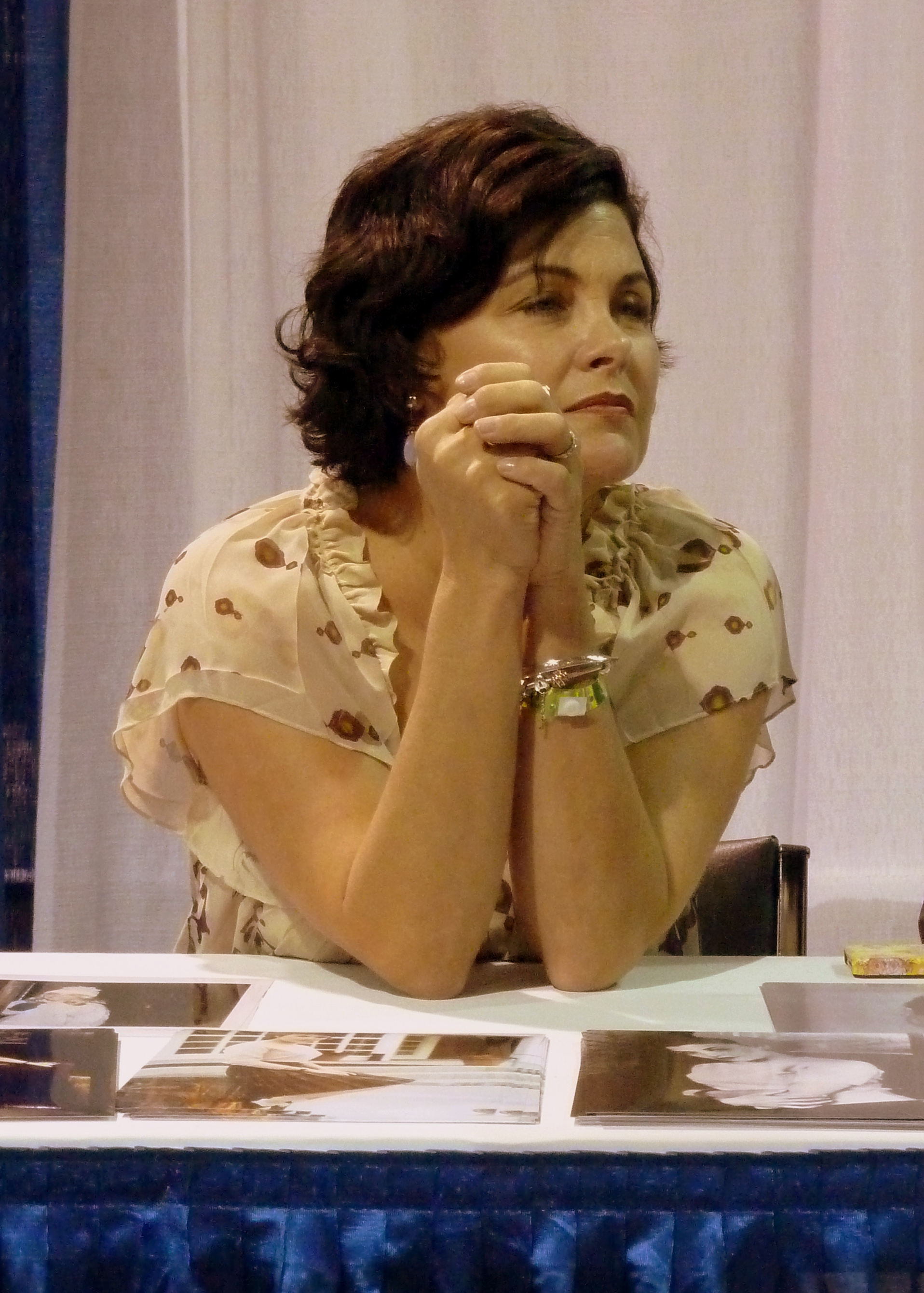
Sherilyn Fenn, interprète de Audrey Horne, participe également au tournage de Sailor et Lula avec Lynch.

Traces to Nowhere est écrit par le duo David Lynch et Mark Frost, créateurs de la série. Ils sont également les scénaristes de l'épisode pilote et écrivent également l'épisode 3. Sur les deux premières saisons, Frost écrira encore huit autres épisodes, tandis que Lynch ne sera scénariste que sur le premier épisode de la deuxième saison. Il s'agit également du premier épisode non réalisé par ce dernier, qui confie la tâche à Duwayne Dunham, principal monteur de la série, que Lynch connaît depuis son film Blue Velvet (1986). En effet, Lynch a l'intention de filmer son prochain long-métrage, Sailor et Lula et confie donc son poste à Dunham. Sherilyn Fenn, qui joue le rôle d'Audrey Horne, interprète également un petit rôle dans le film et doit donc s'absenter un temps du tournage de Twin Peaks. 
Dunham a d'ailleurs considéré que le principal intérêt de l'histoire est la relation entre Audrey et Dale Cooper, interprêté par Kyle MacLachlan, tout en gardant plusieurs éléments stylistiques du travail effectué par Lynch sur le pilote comme notamment l'emploi de plan fixes ou encore en gardant omniprésente la couleur rouge. 

## Accueil
L'épisode est diffusé pour la première fois le 12 avril 1990 sur la chaîne américaine ABC. Avec 23,6 millions de spectateurs, il réalise un moins bon score que le pilote et ses 34,6 millions mais rassemble tout de même 27 % de parts de marché (contre 34 % pour le pilote). L'épisode suivant n'arrive à rassembler que 21 % de l'audience. 
La réception critique a été très chaleureuse envers l'épisode, mettant notamment en avant ses prouesses sonores et visuelles, tout en louant également la première apparition de Killer Bob, jugée comme étant vraiment effrayante. 
Lors de la 42e cérémonie des Emmy Awards, l'épisode est compris dans la nomination de Twin Peaks pour le prix de la meilleure série dramatique. 

## Autour de l'épisode
Il s'agit de la première fois qu'est introduit Bob, personnage clé de la série, interprété par Frank Silva. Ce dernier est engagé pour la première fois par David Lynch en tant que décorateur et costumier sur le tournage de son film Dune (1984) et Silva officie également sur Sailor et Lula (1990). Sur le tournage du pilote, Silva s'enferme accidentellement dans chambre de Laura Palmer et une femme sur le tournage crie alors « Frank ! Ne t'enferme pas dans la pièce ! ». Cela déclenche un déclic dans l'esprit de David Lynch, qui se trouve à côté et qui imagine alors un homme "coincé" derrière le lit de Laura (expliquant ainsi le premier plan dans lequel Bob apparaît). Il tourne alors plusieurs plans avec Frank Silva, donnant ainsi naissance au personnage de Bob, l'un des plus marquants de la série.